# François-Nicolas Vincent
François-Nicolas Vincent (ur. 1767 w Paryżu, zm. 24 marca 1794, tamże) – sekretarz generalny ministerstwa wojny I Republiki Francuskiej i znacząca postać rewolucji francuskiej. Należał do klubu kordelierów. Zasłynął jako radykalny przywódca sankiulotów oraz jeden z czołowych polityków frakcji hebertystów.

## Kariera
Syn dozorcy więziennego, rodowity paryżanin Vincent pracował jako urzędnik prawniczy. Prawdopodobnie żył w głębokim ubóstwie do roku 1792, kiedy to został aktywnym uczestnikiem wydarzeń rewolucyjnych. Był najmłodszym spośród zwolenników Jacques’a Héberta. Wspólnie ze swoim towarzyszem z klubu politycznego, Charles-Philippe’em Ronsinem szerzył idee rewolucyjne na prowincji, pełniąc rolę „misjonarza rewolucji”. Po powrocie do Paryża Vincent zintensyfikował swoją działalność w klubie kordelierów, którego członkowie powierzyli mu funkcję oratora. Vincent rozwijał swoją karierę, dochodząc w końcu do stanowiska sekretarza generalnego w ministerstwie wojny, którym kierował Jean Baptiste Noël Bouchotte. Sprawowanie tego urzędu pozwoliło Vincentowi zwiększyć udział sankiulotów we władzy.

## Upadek
Jacques Hébert, pisarz i redaktor gazety Le père Duchesne, wciągnął Vincenta oraz innych swoich zwolenników w kampanię przeciw potępianemu przez nich „umiarkowaniu” Komitetu Ocalenia Publicznego oraz na rzecz dechrystianizacji Francji. Vincent opowiadał się za pomysłem obalenia Maksymiliana Robespierre’a. Gdy wraz ze swoimi towarzyszami z klubu hebertystów zbyt wyraźnie zaznaczył swą opozycyjność wobec rządów jakobinów, Robespierre odpowiedział nakazem aresztowania hebertystów oraz wytoczeniem im procesu o „zdradziecką działalność”. Hebertyści, razem z częścią sympatyków i przyjaciół, zostali oskarżeni o przygotowywanie obalenia Komitetu Ocalenia Publicznego, w celu przywrócenia monarchii oraz spiskowanie wspólnie z cudzoziemcami w celu likwidacji republiki. Pomimo iż nie dostarczono żadnych dowodów na potwierdzenie tych oskarżeń, Vincenta oraz pozostałych działaczy klubu hebertystów uznano za winnych i skazano ich na śmierć. W dniu 24 marca 1794 Vincent został stracony na gilotynie. Jego los podzielili Hébert, Ronsin, Momoro oraz inni przywódcy frakcji hebertystów, a także cudzoziemcy oskarżeni o udział w spisku, m.in. Anacharsis Cloots.